# Związek Polaków „Orzeł Biały”

## Cele i zadania
“Głównym celem działalności Obywatelskiej Organizacji
„Związek Polaków "Orzeł Biały” jest prowadzenie działalności skierowanej na wszechstronny rozwój i popularyzację kultury polskiej i tradycji polskich w m. Lwów, jednoczenie się i wsparcie etnicznych Polaków, pomoc wzajemna, wychowanie pokolenia dorastającego w duchu tradycji narodowych, ideałów humanizmu, miłosierdzia, ochrony socjalnej swoich członków, zbliżenie ludzi różnej orientacji politycznej a religijnej, pomoc weteranom”.

## Działalność
Organizacja prowadzi działania m.in. w zakresie:
- Integracja i wsparcie etnicznych Polaków
- Nauczanie języka polskiego
- Kursy „Moja Polska” (historia narodu polskiego i Rzeczypospolitej, geografia Polski, kultura, sztuka, nauka, polityka, sport)[2]
- Biblioteka – obecnie jest ponad 1000 książek polskich pisarzy
- Pomoc dla kandydatów na uczelnie w Polsce
- Prowadzenie konsultacji w sprawie Karty Polaka
- Prowadzenie konsultacji w sprawach prawnych
- Przeglądy współczesnego filmu polskiego
- Współpraca z innymi organizacjami o podobnym profilu działania
- Organizacja i udział w wydarzeniach Polaków we Lwowie i na Ukrainie[3]
- Wycieczki kulturalne po Ukrainie i za granicę

Liczba członków na początek 2016 r. wynosi ok. 600 osób.

## Współpraca międzynarodowa
Organizacja określa współpracę międzynarodową jako jeden ze swoich priorytetów.
W latach 2011–2016 organizacja nawiązała współpracę z następującymi organizacjami:
- Polskie Towarzystwo Turystyczno-Krajoznawcze oddział im. M. Orłowicza w Przemyślu
- Fundacja Polacy znad Niemna w Białymstoku, a mianowicie z Prezesem Zarządu Robertem Pawłowskim
- Fundacja Pomoc Polakom na Wschodzie (Warszawa), celem której jest niesienie pomocy oraz wspieranie Polaków i Polonii, zamieszkujących w krajach byłego ZSRR byłego bloku komunistycznego w Europie Środkowej i Wschodniej
- Stowarzyszenie Odra Niemen (Wrocław, Kraków)

Organizacja współpracuje również z wieloma innymi organizacjami międzynarodowymi.